# Vitruvianischer Mensch
Als vitruvianischer Mensch (lat. homo vitruvianus, auch: Vitruvianische Figur) wird eine Darstellung des Mannes nach den vom antiken Architekten und Ingenieur Vitruv(ius) formulierten und idealisierten Proportionen bezeichnet. Das berühmteste Beispiel ist eine 34,4 cm × 24,5 cm große Zeichnung von Leonardo da Vinci, die um 1490 entstand. Es handelt sich um eine Skizze mit Notizen aus einem seiner Tagebücher, die einen Mann mit ausgestreckten Extremitäten in zwei überlagerten Positionen zeigt. Mit den Fingerspitzen und den Sohlen berührt die Figur ein sie umgebendes Quadrat (homo ad quadratum) bzw. einen Kreis (homo ad circulum).
Die Studie zeigt, wie sehr Leonardo an Körperbau und -proportionen interessiert war und sich auch selbst immer wieder darstellte, und ist bis heute nicht nur ein Symbol für die Ästhetik der Renaissance, sondern eines der berühmtesten und am meisten vervielfältigten Bildmotive.

## Herkunft des Namens
Der Name stammt nicht von Leonardo da Vinci. Er erinnert an den römischen Architekten Vitruvius, ca. 80–70 v. Chr. bis ca. 10 v. Chr. Dieser verfasste zwischen 33 und 22 v. Chr. die einzigen aus der Antike erhaltenen Architekturbücher Zehn Bücher über Architektur (lat. De architectura libri decem). Diese Abhandlungen waren ursprünglich – wie Vitruv selbst mehrfach anmerkt – illustriert, jedoch gingen diese Illustrationen verloren. Ihr Fehlen regte viele spätere Künstler zu eigenen Bebilderungen an, darunter Albrecht Dürer. Vitruvius stellt darin unter anderem die Theorie des „wohlgeformten Menschen“ (lat. homo bene figuratus) mit einem idealen Verhältnis der Körperteile zueinander auf:

„Ferner ist natürlicherweise der Mittelpunkt des Körpers der Nabel. Liegt nämlich ein Mensch mit gespreizten Armen und Beinen auf dem Rücken, und setzt man die Zirkelspitze an der Stelle des Nabels ein und schlägt einen Kreis, dann werden von dem Kreis die Fingerspitzen beider Hände und die Zehenspitzen berührt. Ebenso, wie sich am Körper ein Kreis ergibt, wird sich auch die Figur eines Quadrats an ihm finden. Wenn man nämlich von den Fußsohlen bis zum Scheitel Maß nimmt und wendet dieses Maß auf die ausgestreckten Hände an, so wird sich die gleiche Breite und Höhe ergeben, wie bei Flächen, die nach dem Winkelmaß quadratisch angelegt sind.“

## Leonardos Zeichnung
Das Original der Zeichnung Leonardos befindet sich seit 1822 in der Galleria dell’ Accademia in Venedig, nachdem es ein österreichischer Gouverneur gemeinsam mit 25 anderen Leonardozeichnungen von den Erben des Mailänder Kunstsammlers Giuseppe Bossi (1777–1815) erwarb. Es wird aus Konservierungsgründen nur selten ausgestellt.
Leonardo lernte Vitruvs Text wahrscheinlich bei einer Reise im Jahr 1490 kennen, als er Francesco di Giorgio traf, der Vitruv ins Italienische übersetzte. Mit seiner Federzeichnung illustriert Leonardo da Vinci die These des Vitruvius, der aufrecht stehende Mensch füge sich sowohl in die geometrische Form des Quadrates wie des Kreises ein. Er war weder der einzige noch der erste Künstler, der Vitruvs Text illustrierte. Francesco di Giorgio selbst hat einen Vitruvianischen Menschen gezeichnet. Nur Leonardo gelang es allerdings, die Überlagerung von Kreis und Quadrat so zu lösen, dass eine zwingende, harmonisch proportionierte Gestalt entstand. Dafür wählte Leonardo für das Quadrat einen anderen Mittelpunkt als für den Kreis: Wie aus der Zeichnung ersichtlich, setzt der Künstler für den „homo ad circulum“ den Zirkel exakt im Nabel an. Bei dem „homo ad quadratum“ ist dagegen der Schritt der Mittelpunkt des Quadrates. Andere Illustratoren versuchten, Kreis- und Quadratmitte zur Deckung zu bringen.
Das Aussehen der Figur ist nicht allein durch Kreis und Quadrat bestimmt, sondern auch durch Proportionsregeln für die einzelnen Körperteile (Fuß, Kopf etc.). Vitruvius sagt dazu:

„Der Körper des Menschen ist so geformt, dass das Gesicht vom Kinn bis zum oberen Ende der Stirn und dem unteren Rand des Haarschopfes 1/10 beträgt, die Handfläche von der Handwurzel bis zur Spitze des Fingers ebenso viel, der Kopf vom Kinn bis zum höchsten Punkt des Scheitels 1/8 […] Vom unteren Teil des Kinns aber bis zu den Nasenlöchern ist der dritte Teil der Länge des Gesichts selbst, ebenso viel die Nase von den Nasenlöchern bis zur Mitte der Linie der Augenbrauen. Von dieser Linie bis zum Haaransatz wird die Stirn gebildet, ebenfalls 1/3 […]“

Leonardos Beschriftung seiner Zeichnung legt ebenfalls die Körperverhältnisse fest, indem er das seit der Antike verbreitete, vom Menschen abgeleitete Maßsystem referiert: 4 Finger sollen einen Palm (Handbreite) ergeben, 4 Palm einen Fuß, 6 Palm eine Elle, 4 Ellen die Gesamtgröße eines Menschen, dieselben 4 Ellen ein Klafter (d. h. eine Armspanne). Das Idealbild der menschlichen Schönheit ist daher kein absolutes, sondern besteht aus der Beziehung einzelner Teile zueinander.
Der erhaltene Teil von Leonardos Beschriftung nimmt weniger auf Kreis und Quadrat Bezug als auf die Proportionierung der einzelnen Körperteile. Im oberen Teil des Blattes ist folgender Text geschrieben:

“Vetruvio, architecto, mecte nella sua op(er)a d’architectura, chelle misure dell’omo sono dalla natura disstribuite inquessto modo cioè che 4 diti fa 1 palmo, et 4 palmi fa 1 pie, 6 palmi fa un chubito, 4 cubiti fa 1 homo, he 4 chubiti fa 1 passo, he 24 palmi fa 1 homo ecqueste misure son ne’ sua edifiti. Settu ap(r)i ta(n)to le ga(m)be chettu chali da chapo 1/14 di tua altez(z)a e ap(r)i e alza tanto le b(r)acia che cholle lunge dita tu tochi la linia della somita del chapo, sappi che ’l cie(n)tro delle stremita delle ap(er)te me(m)bra fia il bellicho. Ello spatio chessi truova infralle ga(m)be fia tria(n)golo equilatero”

Auf Deutsch etwa:
„Vitruv, der Architekt, sagt in seinem Werk über Architektur, dass die Maße des Menschen von der Natur auf die Weise verteilt werden, dass 4 Finger eine Handfläche ergeben, und 4 Handflächen einen Fuß, 6 Handflächen eine Elle, 4 Ellen einen Mann, und 4 Ellen einen Schritt, und 24 Handflächen einen Mann, und diese Maße sind in seinen Gebäuden. Wenn du deine Beine so weit öffnest, dass du um 1/14 deiner Körperhöhe abnimmst, und deine Arme so weit öffnest und anhebst, dass du mit deinen Mittelfingern die Linie des Kopfes berührst, dann wisse, dass der Mittelpunkt der Extremitäten der geöffneten Gliedmaßen der Nabel sein wird. Der Raum, der sich zwischen den Beinen befindet, soll ein gleichseitiges Dreieck sein.“

Unter der Illustration steht:

“Tanto ap(r)e l'omo nele b(r)accia, qua(n)to ella sua alteza. Dal nasscimento de chapegli al fine di sotto del mento è il decimo dell’altez(z)a del(l)’uomo. Dal di socto del mento alla som(m)ità del chapo he l’octavo dell'altez(z)a dell’omo. Dal di sop(r)a del pecto alla som(m)ità del chapo fia il sexto dell'omo. Dal di sop(r)a del pecto al nasscime(n)to de chapegli fia la sectima parte di tucto l’omo. Dalle tette al di sop(r)a del chapo fia la quarta parte dell’omo. La mag(g)iore larg(h)ez(z)a delle spalli chontiene insè [la oct] la quarta parte dell’omo. Dal gomito alla punta della mano fia la quarta parte dell’omo, da esso gomito al termine della isspalla fia la octava parte d’esso omo; tucta la mano fia la decima parte dell’omo. Il menb(r)o birile nasscie nel mez(z)o dell’omo. Il piè fia la sectima parte dell’omo. Dal di socto del piè al di socto del ginochio fia la quarta parte dell’omo. Dal di socto del ginochio al nasscime(n)to del memb(r)o fia la quarta parte dell’omo. Le parti chessi truovano infra”

Leonardo gewann seine Proportionsvorstellungen nicht nur aus der antiken Überlieferung, sondern auch durch Vermessung der Anatomie junger Männer in den Jahren 1489/90.
Die Doppelfigur in Kreis und Quadrat kann auch als Lösungsvorschlag Leonardos zur in endlich vielen Konstruktionsschritten unmöglichen Quadratur des Kreises verstanden werden. Tatsächlich lässt sich der Zeichnung ein sehr eleganter Algorithmus zur annähernden Kreisquadratur (in unendlich vielen Konstruktionsschritten) entnehmen, der eine rekursive Folge von Paaren Kreis und Quadrat erzeugt, die mit hoher Genauigkeit gegen ein Flächenverhältnis von ca. 1,0003 konvergiert.
Das Verhältnis der Seitenlänge des Quadrates zum Radius des Kreises in Leonardos Bild entspricht mit einer Abweichung von 1,7 % dem Goldenen Schnitt, weshalb oft gesagt wird, das Bild sei die „Darstellung des Menschen im Goldenen Schnitt“. Da die Strecken von Seitenlänge und Radius keine Einheit darstellen und in verschiedene Richtungen verlaufen, lässt sich ein Verhältnis des Ganzen zu seinen Teilen – so wie es der Goldene Schnitt beschreibt – nur schwerlich darstellen. Wegen der Abweichung von 1,7 % kann man deshalb über die genannte Formulierung streiten.

## Belege der Zusammenarbeit
Beweise sind gefunden worden, dass Leonardo durch die Arbeit von Giacomo Andrea de Ferrara, einem Renaissancearchitekten, Experten für Vitruv und engen Freund, beeinflusst worden sein könnte. Giacomo Andreas originale Zeichnung hat nur eine Reihe von Armen und Beinen, aber Leonardo hat die Position des Kopfes und der Beine seines Mannes verändert.
Ein anderer möglicher Einfluss für die Darstellung von Leonardo könnten die Codexabbildungen der menschlichen Proportionen in der Architektur von Francesco di Giorgio Martini sein, einem sienesischer Architekten, der im Jahre 1470 eine unveröffentlichte Abhandlung zur Zivil- und Militärarchitektur (Trattato di architettura civile e militare) zusammenstellte.
| Figuren aus Francesco di Giorgios Abhandlung | Figuren aus Francesco di Giorgios Abhandlung | Figuren aus Francesco di Giorgios Abhandlung |
| -------------------------------------------- | -------------------------------------------- | -------------------------------------------- |
|                                              |                                              |                                              |
| Vitruvianischer Mann                         | Kirchenentwurf                               | Schlossentwurf                               |

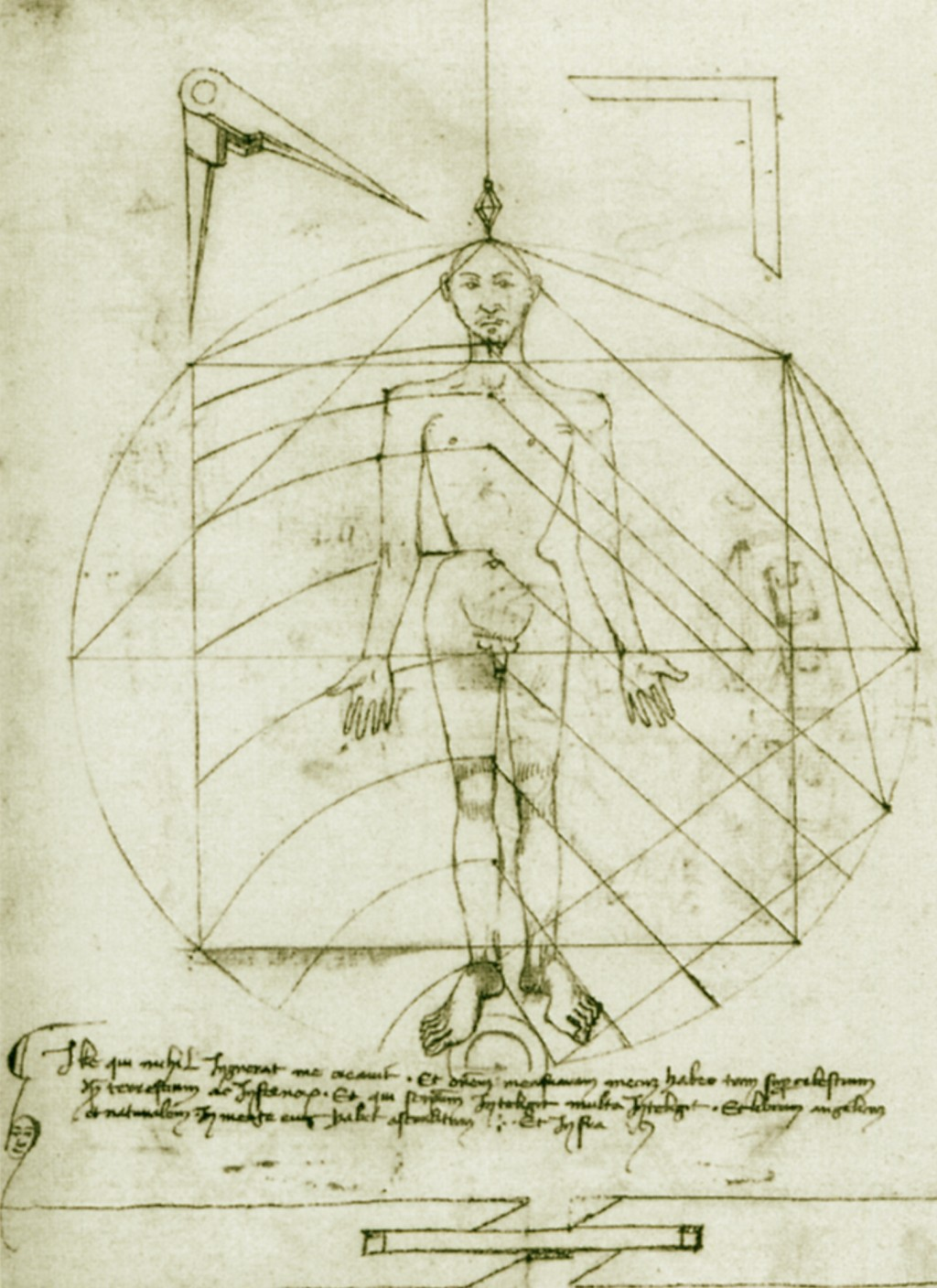
Taccolas Vitruvianischer Mann
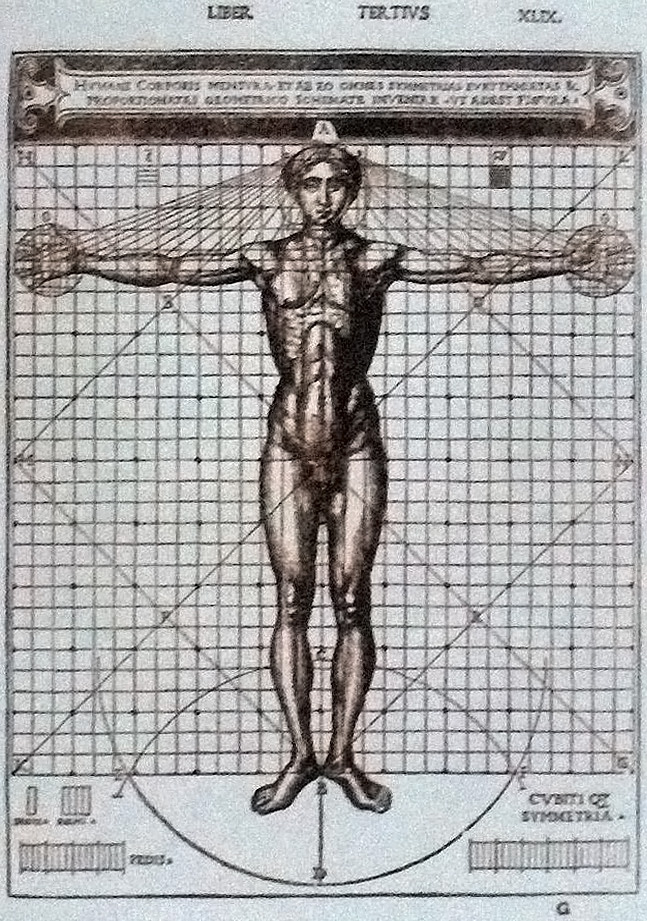
Cesare Cesariano
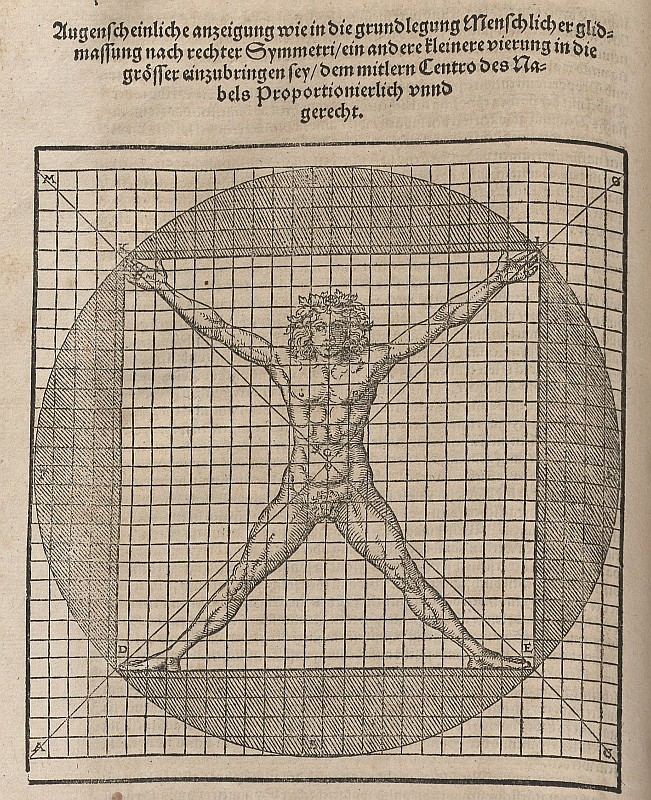
Walther Hermann Ryff

## Heutige Verwendung

Italienische Euromünze

Muster der 1995 eingeführten Krankenversichertenkarte

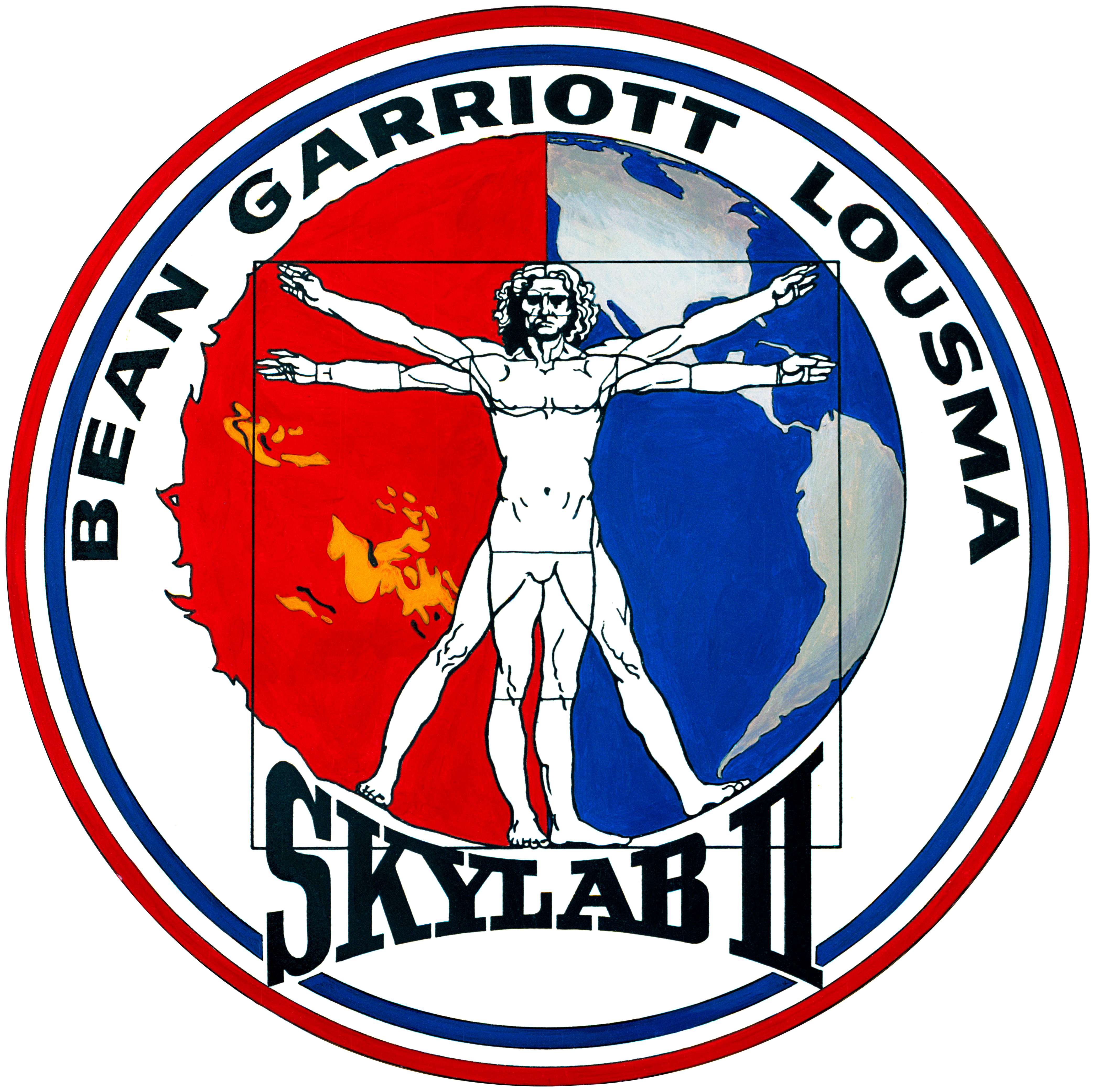
Das Skylab-3-Emblem

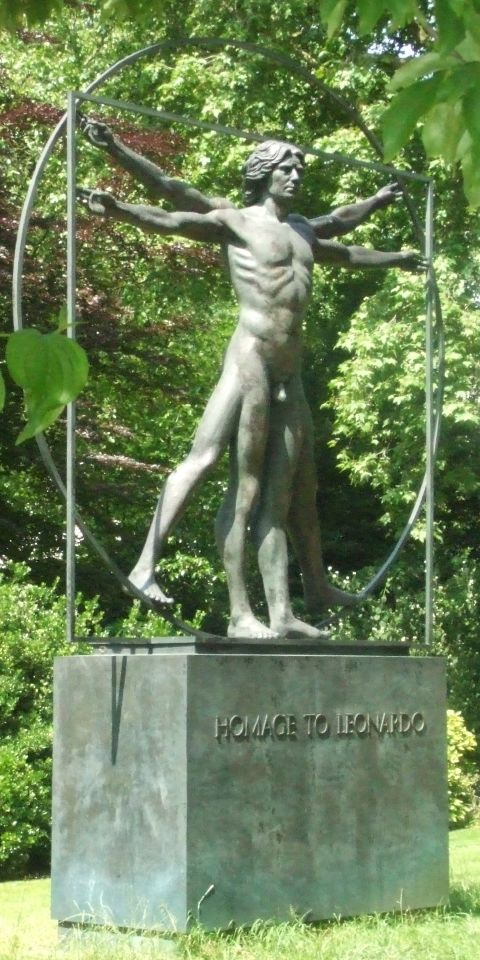
Homage to Leonardo von 1982 von Enzo Plazzotta am Belgrave Square in London

War Leonardos Zeichnung bis in die 1930er Jahre vor allem dem engsten Kreis der Leonardo-Fachliteratur und in der Proportionslehre an den Kunstakademien bekannt, gewann die Figur durch Verwendung als Symbol von Leonardos naturwissenschaftlichem Ordnungsdenken in der Mailänder Ausstellung zu Ehren des Künstlers 1939 internationale Aufmerksamkeit.
Heute ist der vitruvianische Mensch eine populäre und häufig adaptierte Figur. Neben Reproduktionen in Wandbildern oder Postern oder als Tattoo-Motiv, findet er sich auf der Rückseite der italienischen 1-Euro-Münze, auf dem Emblem des Skylab 3, als Zeichen der evolutionär-humanistischen Giordano-Bruno-Stiftung oder als Logo der Krankenversichertenkarte (KVK) und elektronischer Gesundheitskarte (eGK) der deutschen gesetzlichen Krankenkassen. Es gibt auch Skulpturen in verschiedenen Städten der Welt, wie z. B. Homage to Leonardo aus 1982 von Enzo Plazzotta am Belgrave Square in London.

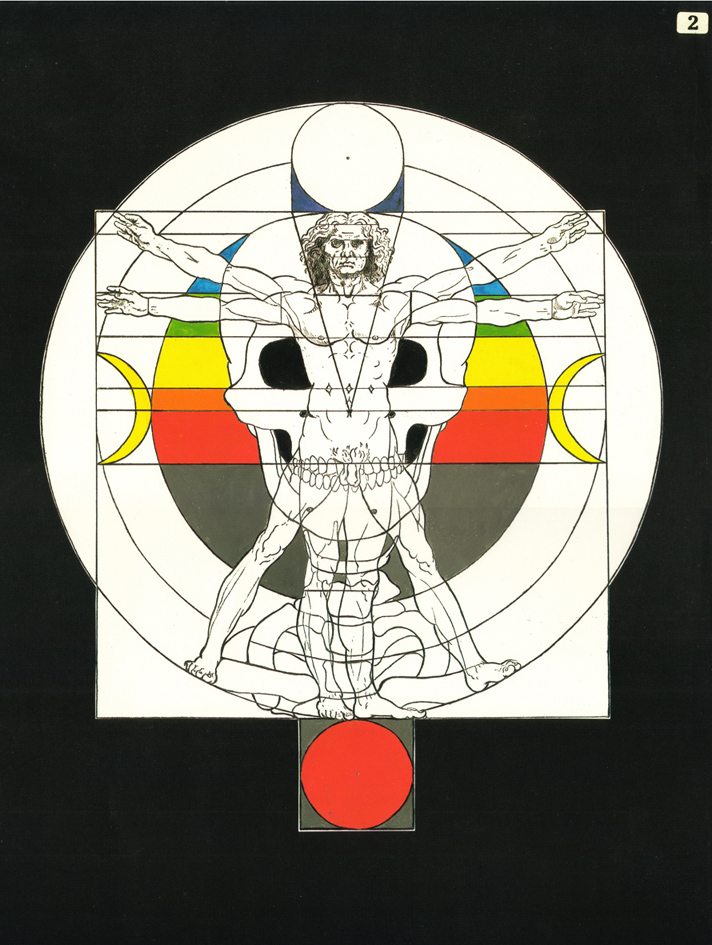
Eine esoterische Darstellung von Rob ten Berge (1984)

Verschiedene Autoren und Zeichner der Neuzeit verfremden Vincis Original karikaturhaft. Ein Beispiel ist Donald Duck, der als „Vitruvianische Ente“ die Titelseite des Lustigen Taschenbuches Nr. 357 ziert. Eine weitere comichafte Umsetzung ist das Logo der Linux-Distribution Knoppix („vitruvianischer Pinguin“). Die Figur findet auch Verwendung als Coverbild des Albums Clayman der Band In Flames, während das Cover des Albums Lola versus Powerman and the Moneygoround, Part One der britischen Band The Kinks darauf Bezug nimmt.
Eine große Rolle spielt Leonardos Zeichnung in der Esoterik- und New-Age-Szene. Mit einem Tierkreis umrandet, gilt der vitruvianische Mensch als Symbol des Neuen Menschen. Im Bestseller-Roman Sakrileg platziert sich der sterbende Jacques Saunière in Form des vitruvianischen Menschen, um seine Ziehtochter Sophie und Robert Langdon auf die Verwicklung der Werke Leonardo da Vincis in ein Geheimnis aufmerksam zu machen.
Der „vitruvianische Mensch“ wird auch als Symbol in der Traditionellen Chinesischen Medizin verwendet. Hier wird es als chinesisches Ideogramm bezeichnet. Begründung: „Das chinesische Ideogramm für ‚Mensch‘ zeigt eine Gestalt, die wie ein Baum in der Erde verwurzelt ist und deren Arme wie Äste zum Himmel emporgestreckt sind, sodass sie Kraft von oben und unten empfangen kann.“
Schließlich gilt der vitruvianische Mensch als orientierender Mittelpunkt in der „Wuppertaler Definition der unternehmerischen Persönlichkeit“ von Ulrich Brauckmann in einem abgegrenzten Dreieck mit den Außenfaktoren „Normatives Regulativ“, „Endogene Determiniertheit“ und „Betriebswirtschaftliche Kompetenz“.